# Jacob Bijster
Jacobus Bijster (Haarlem, 7 november 1902 -  aldaar, 23 november 1958) was een Nederlands organist en muziekpedagoog.
Bijster werd geboren binnen het gezin van kopergieter Abraham Bijster en Johanna Gezina Maria Lambooy. Hij was getrouwd met Hermanna Janna Molenaar. Hij werd begraven op de Noorderbegraafplaats in zijn geboorteplaats.
Hij kreeg zijn eerste lessen van Nico Hoogerwerf. Daarna studeerde hij aan het Amsterdams Conservatorium bij Jean-Baptiste de Pauw (orgel en piano), Julius Röntgen (analyse) en Anton Tierie (solfège), Bernard Zweers (harmonie en compositie) en Simon van Milligen (muziekgeschiedenis). Het orgelexamen legde hij in 1922 cum laude af; in 1923 volgde zijn examen piano. Hij haalde vervolgens een prix d’excellence voor orgel. Hij zette zijn studie compositieleer voort bij Zweers. In hetzelfde jaar dat hij slaagde voor zijn examen orgel, mocht hij al het orgel bespelen van de Doopsgezinde gemeente te Haarlem. In 1927 begon Bijster zelf les te geven aan de muziekschool van de Maatschappij tot Bevordering der Toonkunst in Amsterdam, overgaande in een leraarschap aan het conservatorium. Tot zijn orgelleerlingen behoorden onder andere Be Hollander, Klaas Jan Mulder en Nico Verrips. Voor de Tweede Wereldoorlog gaf hij concerten met de Haarlemse Orkest Vereniging, waaronder een uitvoering van zijn pianoconcert.
Bijster heeft een beperkt aantal composities op zijn naam staan, zoals een sextet (vier strijkers, twee hoornisten), het zangspel Uriël en het symfonisch gedicht Liana. Hij schreef ook variaties op Ick wil mi gaen vertroosten en Stort tranen uyt, schreit luyde, weent en treurt. Hij schreef ook variaties en een dubbelfuga op basis van het Wilhelmus.
Orgelwerken, uitgegeven bij muziekuitgeverij 'Ars Nova', Amsterdam
- Fantasie en fuga over Psalm 68 (Ars Nova 75)
- Toccata (Ars Nova 109)
- Paraphrase "Gelukkig is het land" (Ars Nova 149)
- Fantasie over "Komt nu met zang" (Ars Nova 170)
- Variaties over "Komt, wilt u spoeden naar Bethlehem" (Ars Nova 179)
- Triptyque (Ars Nova 199)
- Variaties over "Stort tranen uit, schreyt luyde, weent en treurt" (Ars Nova 205)
- Partita over "Mijn verlosser hangt aan 't kruis" en "Als ik het wond're kruis aanschouw" (Ars Nova 339)
- 8 psalmen met voorspelen, C.F. in tenor en bas (Psalm 27, 42, 62, 100, 103, 121, 136, 138) (Ars Nova 356)
- Prelude en Fughetta "Vaste rots van mijn behoud" eb Ricercare "Neem mijn leven, laat het Heer" (Ars Nova 403)
- Koraal, trio, introductie en fuga over "Meester men zoekt U" (Ars Nova 417)

- Gemeinsame Normdatei: 1025162668
- International Standard Name Identifier: 0000 0000 4377 7953
- Library of Congress Control Number: no89005534
- Nederlandse Thesaurus van Auteursnamen: 102150680
- Virtual International Authority File: 41394519
- WorldCat: E39PBJjCPtY7kxwkvDbDg4BdcP